# Homosexualität in Uganda

Geografische Lage von Uganda

Homosexualität ist in Uganda in weiten Teilen der Gesellschaft tabuisiert; homosexuelle Handlungen sind strafbar.
Seit im Mai 2023 der Anti-Homosexuality Act, 2023 in Kraft trat, werden sexuelle Handlungen mit Personen desselben Geschlechts mit lebenslanger Freiheitsstrafe, Versuch mit bis zu 10 Jahren bestraft. In bestimmten Fällen ist die Todesstrafe vorgesehen. In Uganda kommt es immer wieder zu Gewaltakten gegen queere Menschen. Durch das neue Gesetz wurde die Lage der queeren Community in Uganda noch prekärer.

## Präkolonialer Kontext

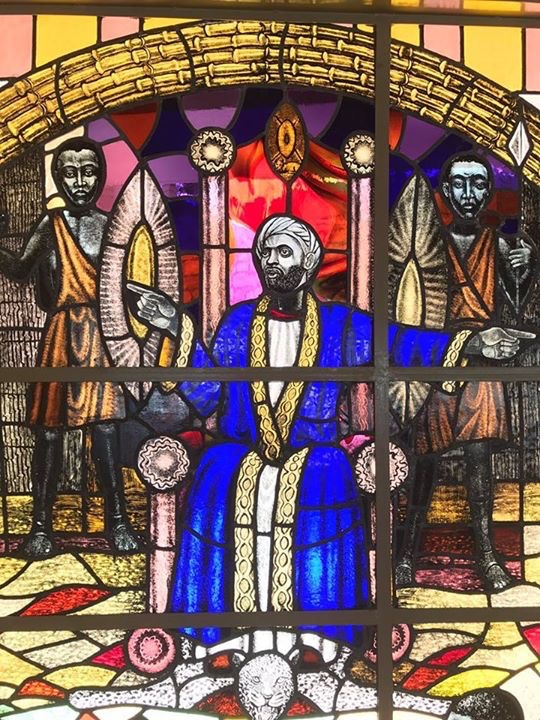
Glasfenster des Munyonyo Martyrs Shrine in Kampala. Es zeigt Mwanga II. bei der Verurteilung seiner Pagen am 26. Mai 1886.

In Uganda (und auch anderen afrikanischen Staaten) kommt es vor, dass Kirchenvertreter und Politiker Homosexualität zu einem westlichen Import erklären. Demnach seien die dortigen Regierungen bestrebt durch die Etablierung von LGBTQI-Rechten in Afrika die vermeintlich traditionelle Moral zu unterminieren und so eine Form des Neokolonialismus zu betreiben. In diesem Kontext wird Homosexualität oftmals als „unafrikanisch“ gebrandmarkt.
Bevor Uganda und seine Nachbarstaaten vom Vereinigten Königreich kolonisiert wurden, waren gleichgeschlechtliche Partnerschaften dort allerdings durchaus verbreitet und weitläufig akzeptiert. Homophobie breitete sich erst nach Einrichtung des Protektorats Uganda unter der Federführung der britischen Kolonialmacht und christlicher Missionare aus.
Mwanga II., letzter Kabaka des unabhängigen Buganda, war dafür bekannt, regelmäßig Geschlechtsverkehr mit Männern und Frauen zu haben. In den Jahren 1885 und 1886 ließ Mwanga II. seine zum Christentum konvertierten Untertanen verfolgen und zum Teil exekutieren. Unter den Todesopfern waren auch mehrere königliche Pagen. Die christliche Kirche in Uganda stilisiert diese zu Märtyrern, die vom Kabaka nur deswegen hingerichtet worden seien, weil sie unter dem Einfluss ihrer neuen Religion den Geschlechtsverkehr mit ihm verweigert hätten.

## Gesellschaftliche Situation

### Anfeindungen und Repressionen
Aufgrund der Illegalität werden LGBT-Personen in den gesellschaftlichen Untergrund gedrängt. Das ugandische Radio Simba wurde vom Staat 2004 zu einer Strafe von 1.000 Dollar und zu einer öffentlichen Entschuldigungserklärung gezwungen, nachdem in einer Live-Talkshow homosexuelle Menschen zu Gast waren.
Im August 2006 outete die ugandische Boulevard-Zeitung Red Pepper 50 Personen, die daraufhin verschiedenen Anfeindungen ausgesetzt waren.
Im Oktober 2010 rief das ugandische Magazin Rolling Stone und dessen Redakteur Giles Muhame zur Ermordung homosexueller Menschen im Lande auf. Der auf der Titelseite abgebildete David Kato wurde kurz nach einem erfolgreichen Gerichtsverfahren gegen die Zeitung ermordet.
Seit Einführung des Anti-Homosexuality Act, 2023 im Mai 2023 berichten Betroffene von einer Intensivierung der Anfeindungen und Gewalt gegen queere Personen in Uganda. Eine Vereinigung mehrerer ugandischer NGOs berichtete bereits Ende Juni 2023 von mindestens 300 Menschenrechtsverletzungen, die mit der Verabschiedung des neuen Gesetzes in Verbindung stehen; darunter Zwangsräumungen, Vergewaltigungen, die mit dem Ziel begangen werden, die Opfer heterosexuell zu machen, berufliche Kündigungen und Fälle von Lynchjustiz.

### Queerer Aktivismus
Trotz der Bedrohungen im eigenen Land wurde am 14. Februar 2010 eine Konferenz unter dem Titel Standing on the side of Love. Reimagining Saint Valentine’s day in Kampala organisiert, die sich für die Dekriminalisierung von Homosexualität in Uganda einsetzte. Organisiert wurde die Konferenz von Mitgliedern des IDAHO-Komitees. Die Menschenrechtsaktivistin Kasha Jacqueline Nabagesera, Gründerin von Freedom and Roam Uganda (FARUG), einer Organisation, die sich für die Rechte Homosexueller in Uganda starkmacht, wurde 2011 mit dem Martin Ennals Award ausgezeichnet. Der Menschenrechtsaktivist Frank Mugisha, Gründer der Organisation Sexual Minorities Uganda (SMUG), wurde im selben Jahr mit dem Thorolf-Rafto-Gedenkpreis und dem Robert F. Kennedy Human Rights Award geehrt.
Im August 2012 fand in Entebbe die erste Gay Pride Ugandas statt.
Ende 2014 erschien Bombastic, Ugandas erstes Schwulen- und Lesbenmagazin. Mit einer Auflage von 15.000 Stück wurde es kostenlos verteilt. Auch online konnte es heruntergeladen werden. Eine erste Reaktion von politischer Seite warnte vor möglichen Festnahmen der Bombastic-Macher.
Im August 2016 wurde die Gay Pride nach drei Tagen gewaltvoll von der Polizei beendet. Laut Zeugenaussagen schoss die Polizei Fotos von Demonstrierenden und drohte sie zu veröffentlichen und misshandelte Teilnehmende der Pride – darunter vor allem Transpersonen. Etwa 20 Menschen wurden kurzzeitig inhaftiert. Im darauffolgenden Jahr wurde die Pride aufgrund massiver Gewaltandrohungen durch Polizei und Regierung abgesagt. Erst seit 2019 findet wieder eine jährliche Pride statt.

## Geschichte der Rechtslage
Homosexuelle Handlungen sind in Uganda laut Paragrafen 145 und 148 des Strafgesetzbuches von 1950 illegal. Laut §145a können sexuelle Akte, die „gegen die Natur verstoßen“, mit einer Geldstrafe oder einer bis zu 14-jährigen Haft bestraft werden. Dieser Paragraph wird oft angewandt, um Menschen, die (vermeintlich) Sex mit anderen Personen desselben Geschlechts haben, einzuschüchtern, zu verfolgen und zu inhaftieren. 2009 gab es nach Information von Sexual Minorities Uganda (SMUG) acht Fälle, die aufgrund dieses Paragraphen vor Gericht verhandelt wurden.
Bis zur Reform des Strafgesetzbuches von 2000 (Penal Code Amendment Act 2000) waren nur homosexuelle Handlungen unter Männern strafbar. Seit 2000 sind auch homosexuelle Handlungen unter Frauen strafbar.

### Verbot der Anerkennung gleichgeschlechtlicher Paare 2005
Am 29. September 2005 unterzeichnete der Präsident Yoweri Museveni ein Gesetz, das gleichgeschlechtliche Ehen im Land ausdrücklich verbietet. Die Regierung hatte in Zusammenhang mit diesem Gesetzentwurf in Uganda in den Medien und durch die Erklärungen verschiedener Regierungspolitiker Homophobie in der Bevölkerung stark geschürt.

### Uganda 2009 Anti-Homosexuality Bill

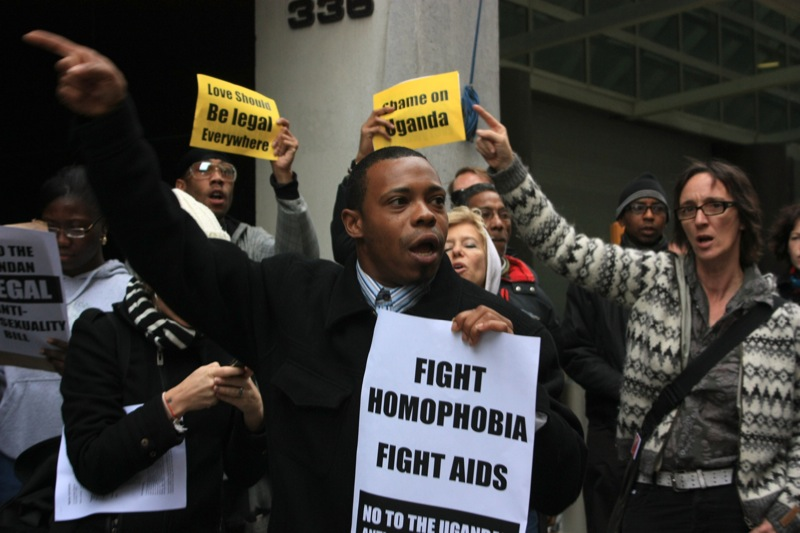
Proteste gegen die Uganda 2009 Anti-Homosexuality Bill in New York City

Im Oktober 2009 brachte der ugandische Abgeordnete David Bahati, ein Mitglied der evangelikalen Organisation The Family, ein Gesetz unter dem Titel Uganda 2009 Anti-Homosexuality Bill in das Parlament ein, wonach das Eingehen oder Feiern gleichgeschlechtlicher Beziehungen kriminalisiert werden sollten. Ebenso sollte die Beihilfe oder Begünstigung solcher „Taten“, die unterlassene Denunzierung von Homosexuellen sowie das Vermieten einer Wohnung oder eines Hauses an sie strafbar gemacht werden. Außerdem sah das Gesetz in bestimmten Fällen die Todesstrafe vor. Vorgesehen war dabei eine lebenslange Haftstrafe für Homosexuelle sowie die Einführung der Haftstrafe für Homosexuelle mit einer HIV-Infektion. Nach diesem Gesetzentwurf sollten auch Personen, Unternehmen, Medien und Organisationen bestraft werden, die sich für LGBT-Rechte einsetzen. Das Gesetz wurde im Hintergrund von US-amerikanischen Bürgern wie Scott Lively, Caleb Lee Brundidge und Don Schmierer unterstützt, die in Uganda Gespräche mit David Bahati und einigen anderen Regierungspolitikern auf einer Konferenz führten.
Der neue Gesetzesentwurf wurde zudem von Medienkampagnen begleitet, die gegen Homosexuelle hetzten und Zwangsoutings durchführten. Unterstützt werden solche Kampagnen oft von religiösen Führern oder Politikern.
Der Gesetzentwurf löste darüber hinaus internationale Proteste von Regierungen und Menschenrechtsorganisationen aus. US-amerikanische Kongressabgeordnete und das französische Außenministerium forderten Uganda auf, die geplante Gesetzesänderung nicht durchzuführen. Die Premierminister des Vereinigten Königreichs und Kanada brachten auf einem Gipfeltreffen des Commonwealth im November 2009 Präsident Museveni gegenüber zum Ausdruck, dass eine solche Gesetzgebung aus der Sicht ihrer Länder vollkommen inakzeptabel sei. Verschiedene Staaten wie etwa Deutschland, Schweden und Norwegen stellten 2009 Überlegungen an, Uganda die Entwicklungshilfe zu streichen, auch ein Ausschluss aus dem Commonwealth wurde gefordert. In den USA kam die evangelikale Gruppierung The Family und mehrere mit ihm verbundene Politiker in die Kritik, da sowohl der Initiator des Gesetzes David Bahati als auch der ugandische Präsident Museveni als zentrale Mitglieder von The Family in Afrika gelten.
Die Forderung nach der Todesstrafe wurde bereits im Dezember 2009 wieder aus dem Gesetzentwurf entfernt. Die Haltung des Auslands blieb jedoch ablehnend: Die damalige Hohe Kommissarin der Vereinten Nationen für Menschenrechte Navanethem Pillay verurteilte die Gesetzesverschärfung scharf. Ebenso wurde das Gesetzesvorhaben vom Europäischen Parlament in einer Resolution verurteilt. Der damalige deutsche Bundesminister für wirtschaftliche Zusammenarbeit und Entwicklung, Dirk Niebel, betonte in einem Gespräch mit der Deutschen Presse-Agentur, den ugandischen Botschafter einbestellen zu wollen. Die Bundesregierung drohte mit Kürzung der Entwicklungshilfe, falls das Gesetz verabschiedet werden sollte. Das Gesetzesvorhaben scheiterte letztlich.

### Uganda 2012 Anti-Homosexuality Bill
Im Februar 2012 brachte David Bahati erneut eine Anti-Homosexuality Bill als Gesetzentwurf in das Parlament ein, die eine Strafschärfung für homosexuelle Handlungen vorsah, wobei diesmal keine Todesstrafe gefordert wurde. Am 20. Dezember 2013 wurde das Gesetz vom Parlament verabschiedet. Nach einer Unterzeichnung durch den Präsidenten sollte es in Kraft treten. Im Februar 2014 unterzeichnete der Präsident Yoweri Museveni das Gesetz. Am darauf folgenden Tag veröffentlichte das Boulevardblatt Red Pepper eine Liste mit 200 bekannten, mutmaßlichen Homosexuellen.
Infolge der Gesetzesverschärfung in Uganda haben eine Reihe westlicher Industriestaaten, unter anderem Schweden, die Vereinigten Staaten und die Niederlande ihre Entwicklungshilfe für Uganda ruhen lassen. Die Weltbank stoppte einen Kredit von 90 Millionen Dollar für die ugandische Regierung.
Am 1. August 2014 erklärte Ugandas Verfassungsgericht das Gesetz für nichtig. Die Stimmenzahl im Parlament sei nicht ausreichend gewesen. Unterstützer des Gesetzes kündigten Berufung vor dem Obersten Gerichtshof des Landes an, die aber nicht zu einer Revision der Entscheidung führte.

### Anti-Homosexuality Act, 2023
Im März 2023 beschloss das Parlament, in bestimmten Fällen die Todesstrafe für homosexuelle Handlungen einzuführen. Der Anti-Homosexuality Act, 2023 definiert hierfür verschiedenste Fälle: Diese reichen von sexuellen Übergriffen auf Bewusstlose und Vergewaltigung über sexuelle Handlungen mit Minderjährigen, Personen über 75 Jahren (advanced age) und Behinderten bis hin zu Fällen, in denen der Angeklagte bereits mehrmals wegen konsensueller homosexueller Kontakte verurteilt wurde. In anderen Fällen wird lebenslange Freiheitsstrafe, bei Versuch bis zu zehn Jahren Freiheitsstrafe verhängt.
International wurde das Gesetz scharf kritisiert, unter anderem von den USA, der EU und Menschenrechtsgruppen. Am 29. Mai 2023 unterzeichnete Präsident Yoweri Museveni das Gesetz. Gegen das Gesetz klagten Menschenrechtsaktivisten, Rechtswissenschaftler und Parlamentsabgeordnete der Regierungspartei. Die Kläger sahen in dem Gesetz einen Verstoß gegen die Menschenrechte sowie gegen das von Ugandas Verfassung garantierte Recht auf Schutz vor Diskriminierung und das Recht auf Privatsphäre. Am 3. April 2024 wies das Verfassungsgericht Ugandas die Klage gegen das Gesetz ab.

## Film
Der Film Call Me Kuchu handelt von LGBT-Aktivisten in Uganda und dem Mord an David Kato.